# Bałtycki Oddział Straży Granicznej
Bałtycki Oddział Straży Granicznej – zlikwidowany oddział Straży Granicznej z siedzibą w Koszalinie  pełniący służbę na granicy morskiej.

## Formowanie i zmiany organizacyjne
7 maja 1991 Komendant Główny Straży Granicznej płk prof. dr hab. Marek Lisiecki wydał zarządzenie nr 012 na mocy którego 16 maja 1991 rozwiązano Bałtycki Oddział Wojsk Ochrony Pogranicza w Koszalinie. Jednocześnie na mocy tego zarządzenia został utworzony Bałtycki Oddział Straży Granicznej w Koszalinie według etatu nr 44/012 o stanie osobowym 559 funkcjonariuszy i 56 pracowników urzędów państwowych. Łączna długość ochranianego odcinka wynosiła 200 km.
7 maja 1991 Komendant Główny Straży Granicznej płk prof. dr hab. Marek Lisiecki wydał zarządzenie nr 012 na mocy którego 16 maja 1991 rozwiązano Ośrodek Szkolenia w Bałtyckim Oddziale WOP w Koszalinie. Jednocześnie na mocy tego zarządzenia został utworzony Ośrodek Szkolenia SG w Koszalinie według etatu nr 44/021 o stanie osobowym 49 funkcjonariuszy i 12 pracowników urzędów państwowych.
W terytorialnym zasięgu działania oddziału, terenowymi organami Straży Granicznej byli komendant oddziału, komendanci strażnic i granicznych placówek kontrolnych straży granicznej.
Zarządzeniem nr 017 z 12 marca 1992 Komendant Główny Straży Granicznej rozformował Bałtycki Oddział Straży Granicznej, przekazując w  podporządkowanie ochraniany dotychczas odcinek granicy państwowej na środkowym wybrzeżu od Łeby do Dźwirzyna Morskiemu Oddziałowi Straży Granicznej w Gdańsku.

## Struktura organizacyjna
W 1991 Bałtyckiemu Oddziałowi Straży Granicznej podlegały:
- Strażnica SG w Dźwirzynie
- Strażnica SG w Kołobrzegu
- Strażnica SG w Ustroniu Morskim
- Strażnica SG w Mielnie
- Strażnica SG w Darłowie
- Strażnica SG w Jarosławcu
- Strażnica SG w Ustce
- Strażnica SG w Smłodzińskim Lesie
- Strażnica SG w Łebie
- Graniczna Placówka Kontrolna SG w Kołobrzegu
- Graniczna Placówka Kontrolna SG w Darłowie
- Graniczna Placówka Kontrolna SG w Łebie.

## Komendant oddziału
- mjr dypl. SG Tadeusz Frydrych (15.02.1991–11.03.1992)[a].